# Anders Fogh Rasmussen
Anders Fogh Rasmussen (Ginnerup, 1953. január 26.) dán politikus, az ország korábbi miniszterelnöke. A liberális Venstre párt elnöke. Pártja és a Konzervatív Néppárt (Det Konservative Folkeparti) jobbközép koalícióját vezette; 2001-ben kerültek kormányra, és 2005-ben újra bizalmat kaptak a választóktól.
Kormánya jelentős reformokat vezetett be az államigazgatásban, szigorú intézkedéseket hozott a bevándorlás korlátozására és befagyasztotta az adókulcsokat. Az adókat ezek után csökkentették, bár a konzervatívok további adócsökkentést szeretnének. A 2007. január 1-jén életbe lépő közigazgatási reform jelentősen csökkenti a járások (az önkormányzás legalsó szintje) számát, a jelenlegi 13 megyét és 3 megyei jogú egységet pedig 5 régió váltja fel. Rasmussen szerint ez az elmúlt harminc év legnagyobb reformja. Belesodródott a Mohamed-karikatúra botrányba is, amelyet a Jyllands-Posten című újság váltott ki a karikatúrák közlésével.
2009. augusztus 1-től 2014. szeptember 30-ig töltötte be a NATO főtitkári tisztségét.

## Pályafutása
Rasmussen a jyllandi Ginnerupban született 1953-ban, és egész életében aktívan politizált. Számos könyv szerzője; három gyermeke van.
Pályafutása során számos tisztséget töltött be kormányon és ellenzékben egyaránt, mióta 1978-ban  először képviselő lett a Folketingben. 1987–1990 között adóügyi, majd 1990-től gazdasági és adóügyi miniszter volt a Poul Schlüter vezette konzervatív kormányban. 1992-ben lemondott, miután egy bírósági vizsgálat eredménye szerint hiányosan és pontatlanul tájékoztatta a parlamentet. Bár vitatta a vizsgálat megállapításait, bizalmatlansági indítvánnyal kellett volna szembenéznie, így inkább az önkéntes távozást választotta.
2002 júliusa és decembere között ő töltötte be az Európai Unió soros elnöki tisztét, melynek sorá bizonyította elkötelezettségét az EU-párti politika és az Ellemann-Jensen doktrína alapelvei iránt. A dán miniszterelnökök közül elsőként leplezte le a második világháború alatti dán kollaborációs politikát; ugyan elődei sem álltak ki mellette, de közvetetten fenntartották azt a képet, hogy az együttműködés szükséges volt, mivel sok dán életet mentett meg.
Az EU elnökség időszakában érdekes szituációba került Silvio Berlusconi akkori olasz miniszterelnökkel. 2002. október 4-én egy közös sajtótájékoztatón Berlusconi a következőket mondta: „Rasmussen a legsármosabb miniszterelnök Európában. Azt hiszem be fogom mutatni a feleségemnek, mert még Cacciarinál is sármosabb.” Massimo Cacciari egy olasz filozófus és centrista politikus, akit az olasz bulvársajtó hírbe hozott Berlusconi második feleségével, Veronica Larióval. Rasmussent zavarba hozta a megjegyzés, de Berlusconi megnyugtatta, hogy később elmagyarázza neki.
2009. augusztus 1-től átvette a NATO főtitkári tisztét, amit az áprilisi, a NATO 60. születésnapját ünneplő csúcstalálkozón döntöttek el a franciaországi Strassbourgban. A két tisztség összeférhetetlensége miatt lemondott kormányfői posztjáról. Utódja a miniszterelnöki és pártelnöki székben is pénzügyminisztere, Lars Løkke Rasmussen lett, aki azonban csak névrokona a távozó kormányfőnek, mint ahogy az előd Poul Nyrup Rasmussennek is.